# Tatort: Murot und das Paradies
Murot und das Paradies ist ein Fernsehfilm aus der Krimireihe Tatort. Der vom Hessischen Rundfunk produzierte Beitrag ist die 1247. Tatort-Episode und wurde am 22. Oktober 2023 im SRF, im ORF und im Ersten ausgestrahlt. Der Wiesbadener Kommissar Felix Murot ermittelt in seinem zwölften Fall.

## Handlung
Kurz nacheinander landen zwei Leichen mit einer bis dato noch unbekannten Absonderlichkeit auf dem Seziertisch der Gerichtsmedizin: Beiden wurde der Nabel entfernt und durch einen bizarren Port ersetzt, der offenbar dazu diente, sie über eine künstliche Nabelschnur zu ernähren. Auch in ihrer Vorgeschichte stimmt einiges frappierend überein: Obwohl erfahrene Banker, fuhren sie plötzlich einen großen Verlust im Wertpapierhandel ein, auf den zuvor vom gleichen Bieter gewettet worden war; zudem kamen beide kurz vor ihrem Tod in den Genuss eines ungewöhnlich langen, intensiven Glücksrauschs. Diese Entdeckung elektrisiert Kommissar Felix Murot. Die Depression, die ihn seit einiger Zeit bedrückt, führt im Gespräch mit seinem Therapeuten immer wieder auf eben diesen Punkt: sein ungestilltes Verlangen nach Glück.
Murots Ermittlungen in den folgenden drei Monaten haben so auch eher den Charakter eines Egotrips als seriöser polizeilicher Aufklärungsarbeit. Sein Team leistet diese sehr wohl. Es gelingt, den Profiteur des Wertpapierhandels zu lokalisieren und namentlich zu identifizieren („Raj“), wenngleich ergebnislos hinsichtlich natürlicher oder juristischer Personen bzw. krimineller Machenschaften. Lokalisiert wird ferner das Tanzvideo einer gewissen Ruby, die sich Murot gegenüber als Lebensgefährtin einer der Toten ausgegeben hat; ihr gehört ein exklusiver Auftritt auf der gegenwärtig – gerade unter Bankern – angesagtesten Party in Frankfurt. Sie steigt nur einmal im Monat; wo genau, erfährt man nur über die Kenntnis einer bestimmten Telefonnummer. Just an dem Tag, an dem die nächste bevorsteht, wird Murot das Ergebnis der Recherche präsentiert, samt Telefonnummer. Ohne Zögern und auf eigene Faust mischt er sich unter die Gäste. Ohne Zögern lässt er sich von Ruby, die ihn wiedererkennt, zum Auserwählten des Abends küren, zu einem lasziven Tanz mit ihr animieren und in einen separaten Raum führen mit der Aufschrift „Paradies“. Ohne Bedenken lässt er sich dort von einer zweiten Verführerin, Eva, umgarnen, deren Waffe die sanft schmeichelnde Überredung ist – zwecks Einstimmung auf eine Prozedur, die auch ihm große Glücksgefühle verspricht.
Murots erstes Gefühl bei wiedererwachtem Bewusstsein ist Erschrecken – beim Blick auf seinen Nabel, an dessen Stelle nun ebenfalls ein Port sitzt. Zurück im Amt, empfängt ihn Wächter, seine getreue Mitarbeiterin, mit dem Vorwurf, er sei über eine Woche spurlos verschwunden gewesen, was sie per gefälschter Krankschreibung gedeckt hat. Murot steht unter Druck und stellt Eva zur Rede. Gelassen entgegnet sie, was er dank der Recherchen seines Teams bereits weiß: „Raj“, polnisch „Paradies“, firmiert offiziell als Stiftung, die wohltätige Zwecke verfolgt. Die Toten tut Eva als „Kollateralschaden“ ab. Murot begehrt auf, lenkt aber spätestens ein, als er sich der aus seinen unterbewussten Wünschen gespeisten Glücksträume erinnert und Eva ihm diese erneut in Aussicht stellt als Gegenleistung dafür, dass er die Ermittlungen gegen „Raj“ im Sande verlaufen lässt. Beide halten Wort. Just in dem Moment schließlich, da Wächter von Murots Suspendierung erfährt, taucht dessen Therapeut bei ihr auf mit einer Botschaft seines Klienten, deren Schlüsselwort gerade noch rechtzeitig zu seiner Rettung führt. „Raj“ indes, in Person von Eva und Ruby, gelingt die Flucht nach Schanghai, wo ihr „wohltätiges“ Werk mit einem „Kollateralschaden“ beginnt.

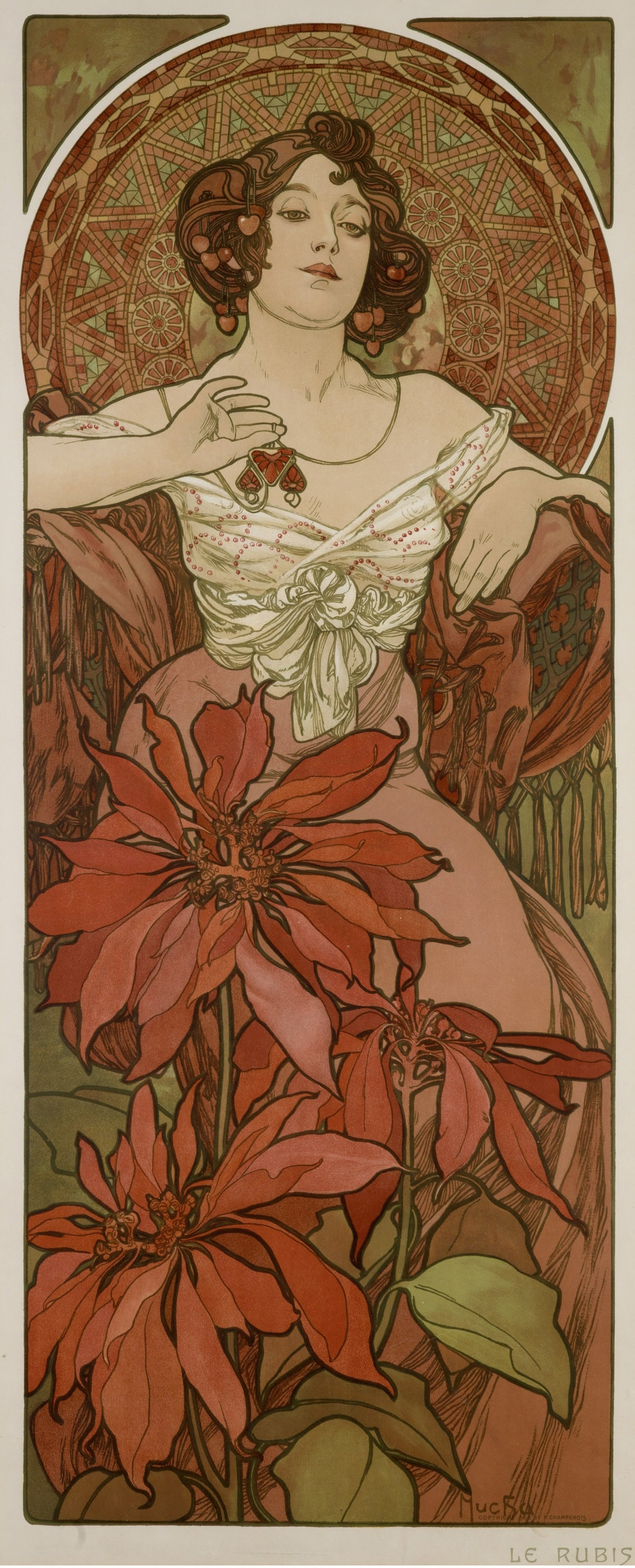
Ruby (Alfons Mucha)

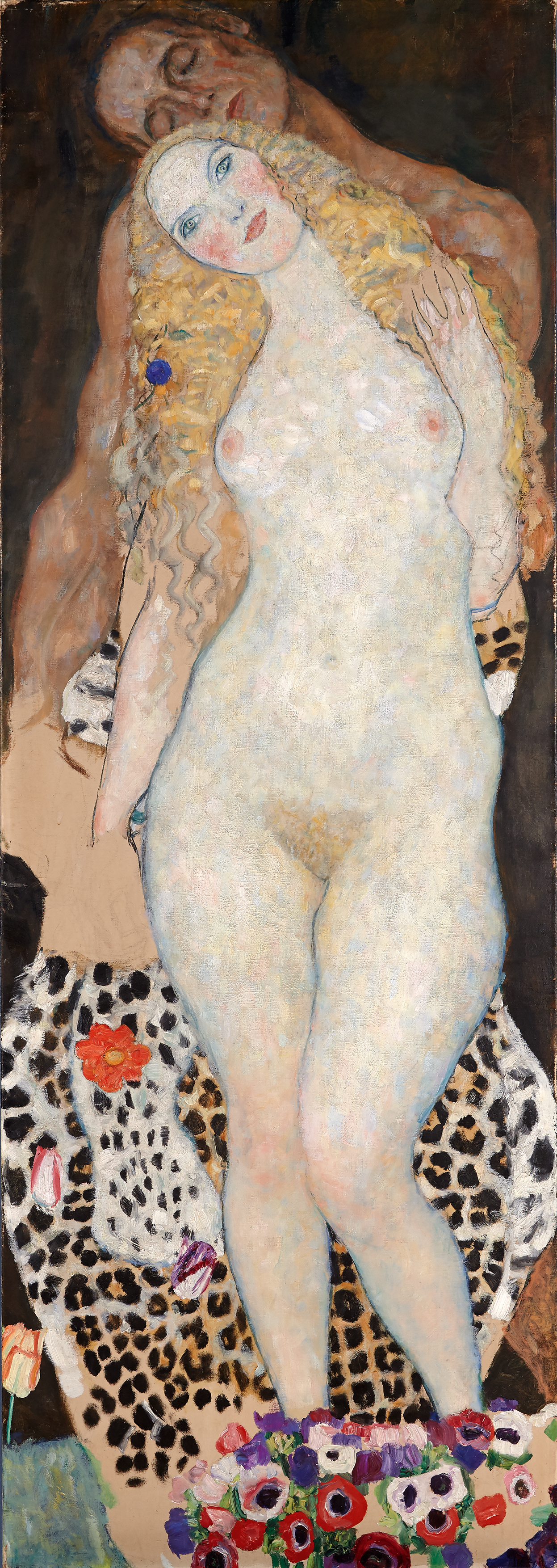
Adam und Eva (Gustav Klimt)

## Form
Ins Reich der Science-Fiction gehört das – laut Eva – in der Militärforschung entwickelte und von „Raj“ übernommene Verfahren, was es erlaubt, ans Unterbewusstsein eines sedierten Probanden anzudocken und Glücksträume auszulösen. Angesichts der Dauer einer Sedierung (eine Woche?) ist von Tausenden Träumen auszugehen, wovon nur ein Bruchteil stichwortartig erwähnt wird (u. a. Murot als Rockstar, Papst und heldenhafter Hitler-Attentäter) oder visualisiert – Letzteres formal als in sich geschlossener Film-im-Film. Hierbei kommt ein für dieses Stilmittel gängiger Kunstgriff zum Tragen: die Anspielung auf andere, zumeist filmische Kunstwerke. Eindeutig ist der visuelle und musikalische Verweis auf Kubricks 2001 – Odyssee im Weltraum, der Murots schwerelosen Flug im All nach „Abnabelung“ vom „Mutterschiff“ zeigt. Naheliegend ist auch der Bezug zu Tarantinos Inglourious Basterds, der von Murots geglücktem Hitler-Attentat handelt, das er mithilfe eines weiblichen „Lockvogels“ vorbereitet und in der Loge eines (Film?)Theaters als Einzeltäter vollstreckt.
Tarantino wird unmittelbar vor Murots Eintritt ins „Paradies“ schon einmal zitiert, konkret seine berühmte Tanzszene aus Pulp Fiction: hier wie dort erotisch aufgeladen bei vertauschten Geschlechterrollen (sie dominiert, er ziert sich anfangs); dazu jene (das Victory-Zeichen einschließende) Geste von Vega/Travolta, die Murot/Tukur im Moment des Sich-vollends-Einlassens nachahmt. Vieles rund um Murots Besuch der nächtlichen Party rückt ein weiteres filmisches und literarisches Vorbild in den Fokus, Kubricks Eyes Wide Shut nach Schnitzlers Traumnovelle: der geheime Ort, zu dem nur „Suchende“ Zugang erhalten; das Gelenkt-Werden durch eine verborgene Macht, die jeden zu kennen scheint; die Triggerfunktion der Erotik unter Wahrung der konventionellen Geschlechterrollen (Frau lockt, Mann giert); nicht zuletzt das Ziel, das den/die männlichen Protagonisten dorthin treibt: das Freisetzen verborgener Sehnsüchte, Träume.
Eine gewisse Sonderstellung unter den Referenzfiguren nimmt Herr Rossi ein, Titelheld einer italienischen Animationsserie aus den 1960/70er Jahren. In Murot und das Paradies wird er als einziger Bezug explizit genannt, leitet den Film ein und gibt das Thema („Glück“) in heiterem Grundton vor. Auf der Therapiecouch liegend, singt Murot Teile der Intro zum ersten Langfilm der Serie („vom Glück ein Stück“ heißt es darin) und schlüpft sogar, Rossis Stimme imitierend, in dessen Haut („Gestatten, Rossi!“), um bald darauf zu verallgemeinern: „Wir alle sind Herr Rossi auf der Suche nach dem Glück.“ – „… und tun gut daran, es zu bleiben“, könnte er als Schlusswort ergänzen, nachdem ihn Wächter gleich doppelt gerettet hat: vor dem Tod und vor einer bereits manifesten Sucht nach Glücksträumen. Sinngemäß äußert er sich auch so, sichtlich erleichtert, allerdings mit der Begründung, der Mensch sei „nicht gemacht“ für Dauerbeglückung durch permanente Wunscherfüllung, das sei nicht das Paradies, sondern die „Hölle“.
Zu den Bezügen, die über Murot und das Paradies hinausweisen, kommen noch zwei hinzu. Zum einen die Nominierung zweier Ex-Tatort-Kommissare für wichtige Nebenrollen – gewinnbringend für die Figuren wie für die Schauspieler, bedingt dadurch, dass die Regie beide gegen die Erwartung besetzte, die ihnen von ihrer Rolle als „Ex“ anhaftete. So spielt Eva Mattes alias Klara Blum eine versteckt boshafte, bornierte, „vor Herrschaftswissen bebende“ Pathologin und Martin Wuttke alias Andreas Keppler einen einfühlsamen, nahbaren, fürsorglichen Psychotherapeuten.
Die vier Hauptfiguren ihrerseits tragen alle sprechende Namen. War für Felix Murot in den ersten Folgen sein Nachname von Bedeutung (als Anagramm von Tumor), ist hier sein Vorname („der Glückliche“) programmatisch. Dass Wächter, der Nachname seiner engsten Mitarbeiterin, ein gutes Omen für ihn bedeutet, fiel auch zuvor schon auf, doch noch nie so existenziell wie in dieser Folge. Bei beiden Täterinnen sind es wiederum die Vornamen, die gewisse Erwartungen wecken. Ruby, abgeleitet von Rubin (englisch „ruby“) klingt exotisch, signalisiert (über das Rot) Liebe und passt daher zur Rolle der erotischen Verführerin vor dem „Paradies“. Erwartungsgemäß heißt die Verführerin im „Paradies“ Eva, vernebelt mehr den Geist als die Sinne des Mannes, wofür er sie, statt zu verteufeln, vergöttert: In Murots Träumen hat sie sowohl die Stimme als auch das Gesicht aller seiner Heldinnen.

## Hintergrund
Der Film wurde vom 15. November 2022 bis zum 18. Dezember 2022 in Frankfurt und Wiesbaden gedreht. Die Premiere erfolgte am 27. August 2023 auf dem Festival des deutschen Films in Ludwigshafen am Rhein.

## Rezeption

### Kritiken
„Murot und das Paradies spaltet das Publikum“, titelte der Tagesspiegel am Tag nach der Erstausstrahlung des Films. Der Blick in eins der einschlägigen Foren bestätigt das: Zwischen begeisterter Zustimmung und kategorischer Ablehnung finden sich kaum abwägende Urteile. Wo die Ablehnung begründet wird, begegnet man oft dem Argument des Etikettenschwindels: Murot und das Paradies sei kein „Tatort“, kein „richtiger Krimi“. Das war auch für Bild maßgebend, um sich für den Tiefstwert zu entscheiden: (Schul)Note Sechs. Differenziertere Kritiken erinnerten ihre Leser daran, dass „Tukur-Tatorte“ aus Wiesbaden stets „experimentierfreudig“ gewesen seien bzw. nutzten die Gelegenheit für ein generelles Plädoyer zugunsten von Formaten abseits der „Routine der Sonntagabendkrimis“.
Im Gesamtkontext der überregionalen deutschsprachigen Filmfeuilletons überwiegen die zustimmenden Urteile zumindest quantitativ. Dazu gehören die Kritiken von FAZ, taz, Spiegel, Tagesspiegel und Standard. Drei von ihnen heben übereinstimmend die filmische Umsetzung von Murots Glücksträumen als „Höhepunkte“ hervor (u. a. Weltraumflug, Hitler-Attentat, Eheglück) und erinnern an den Oscar, den Regisseur und Drehbuchautor Florian Gallenberger 2001 in der Sparte Kurzfilm gewann. Weitere lobende Zuschreibungen („Tatort, der den Fernsehbildschirm sprengt“, „großartiges Spektakel“, „starke Bilder, philosophischer Witz“, „tolle Wendungen, super Einfälle, geniale Sprüche“) sind nicht immer aussagekräftig; zusätzliche Textbelege (beispielsweise Murots Aussage von der „Beschissenheit“ der Welt als Beleg dafür, dass seine Depression „einleuchtet“) steigern nur bedingt ihre Überzeugungskraft. An diesem Punkt setzt auch Kritik von mehreren Seiten an.
Judith von Sternburg (Frankfurter Rundschau) moniert, sprachlich gebe es einiges „bis ins Abgeschmackte Glücksratgeberhafte“; noch konkreter beanstandet Daniele Muscionico (Neue Zürcher Zeitung), dass sich etwa ab Filmmitte „dialogische Plattitüde an Plattitüde“ reihe, was sie darauf zurückführt, dass Gallenberger „unsinnigerweise“ versuche, Murots Reisen ins Unbewusste einen „moralischen Sinn“ zu unterlegen. „Brisanz, Genauigkeit“ spricht Matthias Dell (Die Zeit) dem Film insgesamt und speziell Murots Glückssuche ab; bis hin zum Schanghai-Epilog, den von Sternburg im Vergleich dazu als „Geniestreich“ bezeichnet, interessiere sich der Film „permanent“ für die „falschen Details“, „für den Kriminalfall genauso wenig wie für dessen politische Implikationen“, obwohl diese – „praktische Ideen zur Umverteilung von Reichtum“ – „zur Abwechslung mal so ungewöhnlich“ seien wie die praktizierte Tötungsart.

### Einschaltquote
Die Erstausstrahlung von Murot und das Paradies am 22. Oktober 2023 wurde in Deutschland von 5,95 Millionen Zuschauern gesehen und erreichte einen Marktanteil von 21,4 % für Das Erste.

### Auszeichnung
Der Film war für den Rheingold – Ludwigshafener Publikumspreis nominiert.